# APUD
APUD (ang. Amine Precursor Uptake and Decarboxylation) – system rozsianych komórek endokrynnych (stąd inna nazwa – DNES – Diffuse Neuroendocrine System). Ich pochodzenie jest neuroektodermalne. Nazwa APUD pochodzi od cech komórek:
- Amine content – zawartość amin biogennych
- Precursors Uptake – pobieranie prekursorów amin
- Decarboxylation – dekarboksylacja

Komórki serii APUD wykazują chromochłonność i mają charakter wydzielniczy – zawierają ziarnistości oraz struktury związane z ich syntezą, segregacją i transportem. Wydzielają głównie hormony peptydowe oraz aminy biogenne. Przykładem komórek APUD są: pinealocyty szyszynki, komórki C tarczycy, komórki chromochłonne rdzenia nadnerczy.